# Marcel Payfa
Marcel Hyacinthe Auguste Payfa (Sint-Gillis, 29 juli 1921 - Watermaal-Bosvoorde, 13 januari 2003) was een Belgisch volksvertegenwoordiger en senator.

## Levensloop
Payfa promoveerde in 1947 tot doctor in de geneeskunde aan de ULB en werd beroepshalve arts.
Hij was medestichter van het FDF. Voor deze partij zetelde hij van 1971 tot 1974 in de Kamer van volksvertegenwoordigers voor het arrondissement Brussel. Vervolgens was hij van 1974 tot 1977 en van 1978 tot 1981 provinciaal senator in de Belgische Senaat en van 1977 tot 1978 rechtstreeks gekozen senator.
Hij was de man van Andrée Fosserez (1921-2004), die burgemeester was van Watermaal-Bosvoorde, en de vader van Martine Payfa, die haar moeder als burgemeester opvolgde. Zelf was hij van 1977 tot 1985 voorzitter van het OCMW van Watermaal-Bosvoorde.